# Мікі Сміт
Мікі (або Рікі) Сміт (англ. Mickey Smith) — вигаданий персонаж британського науково-фантастичного телесеріалу «Доктор Хто», зіграний Ноелем Кларком.

## Історія персонажа

### Знайомство з Доктором
Перша зустріч механіка Мікі Сміта з Доктором була не з приємних. Його викрадають автони, і Свідомість Нестін заміняє його своїм шпигуном для стеження за Роуз Тайлер. Врешті-решт, Роуз і Доктор рятують його від прибульців, але самі летять подорожувати, попри всі вмовляння Мікі залишитися.
Через відліт Роуз на цілий рік її мати поклала всю вину за її зникнення на Мікі, через що його дванадцять місяців переслідувала поліція. Разом із Джекі Тайлер він допоміг Докторові та Роуз урятувати Землю від родини Слівінів, яка намагалася знищити її, спровокувавши ядерну війну. Після цього випадку Доктор запропонував Мікі подорожувати разом з ним і Роуз, але той відмовився, посилаючись на те, що таке життя йому не личить.
В епізоді «Бум у місті» стосунки Роуз і Мікі погіршуються, оскільки вони більше не мають змоги лишатися вірними один одному через такий спосіб життя. Через чергову небезпеку світові Мікі у гніві кидає Роуз, лишаючи її на піклування Доктору.
В епізоді «Роздоріжжя» Доктор повертає Роуз назад до теперішнього часу, де Мікі намагається повернутися до нормального життя. Але вона вмовляє його запустити ТАРДІС, аби повернутися назад і допомогти Докторові з Джеком. За допомогою великої вантажівки вони відчиняють серце ТАРДІС, і корабель разом з Роуз зникає, знову лишаючи Мікі в невіданні.

### Божевільне Різдво
На Різдво 2006 року Роуз повертається додому, де разом із Мікі вони збираються відзначити свято, яке згодом затьмарюється вторгненням Сікораксів. Новий Доктор допомагає їм захиститися від прибульців і знову вирушає подорожувати з Роуз.

### Супутник Доктора
В епізоді «Шкільна зустріч» Мікі допомагає Докторові, Роуз і Сарі Джейн Сміт розкрити справжні особистості вчителів школи Деффрі Вейл, які насправді були крилітанцями. Після цієї події Мікі вирішує, що більше не хоче бути «бляшаним собакою», до якого можна звернутися у будь-який час, і вирушає подорожувати разом з Доктором і Роуз.

### Повстання кіберлюдей
В епізоді «Повстання кіберлюдей» ТАРДІС випадково прибуває до паралельного Всесвіту, де Мікі помилково приймають за його паралельного двійника на ім'я Рікі — найбільш розшукуваного злочинця Лондону через штрафи за стоянку. Разом зі своїми друзями він збирається скинути корпорацію «Cybus Industries», яка стала причиною повстання кіберлюдей у цьому епізоді. Захистивши людство від знищення, Мікі вирішує залишитися разом зі своєю бабусею (яка загинула в реальності Мікі, але ще жива в паралельній реальності), а також допомогти світові позбутися решти кіберлюдей.
Через події епізодів «Армія привидів» і «Судний день» у Мікі з'являється можливість повернутися назад до свого Всесвіту. Разом із групою бійців вони переслідують групу кіберлюдей, що втекли до світу Роуз, а також чотирьох далеків. Разом з Доктором вони знищують і тих і інших, але Мікі разом з родиною Роуз доводиться сховатися у паралельному Всесвіті, щоб їх не затягнуло до порожнечі — межі між світами. Доктор пояснив це тим, що всі істоти, що перетнули її, «заражені» і що їх так само могло затягти.

### Нашестя Далеків
В епізоді «Кінець подорожі» щілина між світами знову відчиняється, Мікі разом з Роуз повертаються до рідного Всесвіту, щоб урятувати його від чергового нашестя далеків. У кінці епізоду Мікі вирішує залишитися в нашому Всесвіті, пояснюючи це тем, що його бабуся померла, а в тому світі його більше нічого не тримає.

### Родина та особисте життя
Батько Мікі, Джексон Сміт, працював слюсарем. Коли Мікі був зовсім маленьким, він поїхав до Іспанії та не повернувся, через що його мати покинула його і залишила на піклування бабусі — Рити-Енн Сміт. Згодом вона загинула, впавши зі сходів.
До зустрічі з Доктором Мікі зустрічався з Роуз Тайлер. Після її відльоту їх стосунки почали погіршуватися, і Мікі вирішив, що вони більше не можуть бути разом, тому почав зустрічатися з Трішою Ділейні — дівчиною з магазину.
В епізоді «Кінець часу» з'ясувалося, що після повернення до рідного Всесвіту Мікі одружився з Мартою Джонс.

### Кар'єра
У рідному Всесвіті Мікі працював механіком.
В епізоді «Сталева ера» Мікі вирішив залишитися у паралельному Всесвіті, де працював у місцевому інституті «Торчвуд», але після повернення до рідного світу він разом із Мартою почав працювати фрілансером.

## Інші появи
Мікі фігурував у трьох книгах із серії New Series Adventures: «Переможці отримують усе», «Кам'яна Роуз» і «Бенкет потопельників».
У «Переможці отримують усе» Мікі опинився втягнутим у інопланетну війну, що ведеться за допомогою пульта керування. «Солдатами» війни виявилися викрадені люди, якими керували гравці, які думали, що насправді вони просто грають у гру. Разом із Доктором вони допомогли цим солдатам залишитися серед живих.
У «Кам'яній Роуз» Мікі проводив екскурсію для школярів у Британському музеї. Там він знайшов статую Фортуни, яка мала точнісінько такий самий вигляд, як Роуз.
У «Бенкеті потопельників» Мікі допомагав Докторові та Роуз дослідити таємниче затоплення морського судна і зустрів привида брата подруги Роуз (Кейші). З'ясувалося, що після зникнення Роуз, Кейша почала загравати до Мікі, але була їм відкинута, через що вона поширила чутку про те, що це він убив Роуз, і намовила своїх друзів відлупцювати його. Сам Мікі нічого не пам'ятав з того, що трапилося тієї ночі.
У журналі Doctor Who Magazine друкувався комікс «Квартирант», у якому Десятий Доктор тимчасово поселився до Мікі. Доктор дуже дратував Мікі, особливо в тому, що він робив усе краще за нього.
Також Мікі з'являвся в оповіданні «Взяття Мікі» та є головним адміністратором сайту «Who is Who?».

## Додаткові факти
- У першому сезоні серіалу Дев'ятий Доктор увесь час плутав ім'я Мікі з Рікі. У другому сезоні, в епізодах «Повстання кіберлюдей» і «Сталева ера» з'явився паралельний двійник Мікі на ім'я Рікі.
- За задумом Рассела Девіса[ru], Мікі мав з'явитися у третьому сезоні серіалу «Торчвуд», але через розклад Ноеля Кларка цю ідею довелося скасувати.

## Появи у «Докторі Хто»

### Епізоди
Список усіх епізодів, у яких з'являється Мікі Сміт:
| Номер | #  | Епізод              | Оригінальна назва       | Сценарист        | Режисер   | Дата виходу     | Код  |
| ----- | -- | ------------------- | ----------------------- | ---------------- | --------- | --------------- | ---- |
| 157   | 1  | Роуз                | Rose                    | Рассел Т. Дейвіс | Кейт Боук | 26 березня 2005 | 1.1  |
| 160a  | 4  | Прибульці в Лондоні | Aliens of London        | Рассел Т. Дейвіс | Кейт Боук | 16 квітня 2005  | 1.4  |
| 160b  | 5  | Третя Світова Війна | World War Three         | Рассел Т. Дейвіс | Кейт Боук | 23 квітня 2005  | 1.5  |
| 163   | 8  | День батька         | Father's day            | Пол Корнелл      | Джо Ехерн | 14 травня 2005  | 1.8  |
| 165   | 11 | Бум у місті         | Boom Town               | Рассел Т. Дейвіс | Джо Ехерн | 4 июня 2005     | 1.11 |
| 166b  | 13 | Роздоріжжя          | The Parting of the Ways | Рассел Т. Дейвіс | Джо Ехерн | 18 июня 2005    | 1.13 |

| Номер | #  | Епізод               | Оригінальна назва     | Сценарист        | Режисер       | Дата виходу    | Код  |
| ----- | -- | -------------------- | --------------------- | ---------------- | ------------- | -------------- | ---- |
| 167   | 0  | Різдвяне вторгнення  | Christmas Invansion   | Рассел Т. Дейвіс | Джеймс Гоуз   | 25 грудня 2005 | 2.X  |
| 168   | 1  | Нова Земля           | New Earth             | Рассел Т. Дейвіс | Джеймс Гоуз   | 15 квітня 2006 | 1.4  |
| 169   | 3  | Шкільна зустріч      | School Reunion        | Тобі Вайтхауз    | Джеймс Гоуз   | 29 квітня 2006 | 2.3  |
| 171   | 4  | Дівчина в каміні     | The Girl in Fireplace | Стівен Моффат    | Еврос Лін     | 6 травня 2006  | 2.4  |
| 172a  | 5  | Повстання кіберлюдей | The Rise of Cybermen  | Рассел Т. Дейвіс | Джеймс Стронг | 13 травня 2006 | 2.5  |
| 172b  | 6  | Сталева ера          | The Age of Steel      | Рассел Т. Дейвіс | Джеймс Стронг | 20 травня 2006 | 2.6  |
| 177a  | 12 | Армія привидів       | Army of Ghosts        | Рассел Т. Дейвіс | Грем Харпер   | 1 липня 2006   | 2.12 |
| 177b  | 13 | Судний день          | Doomsday              | Рассел Т. Дейвіс | Грем Харпер   | 8 липня 2006   | 2.13 |

| Номер | #     | Епізод          | Оригінальна назва | Сценарист        | Режисер     | Дата виходу                    | Код       |
| ----- | ----- | --------------- | ----------------- | ---------------- | ----------- | ------------------------------ | --------- |
| 198b  | 13    | Кінець подорожі | Journey's End     | Рассел Т. Дейвіс | Грем Харпер | 5 липня 2008                   | 4.14      |
| 202   | 17—18 | Кінець часу     | The End of Time   | Рассел Т. Дейвіс | Еврос Лін   | 26 грудня 2009 — 01 січня 2010 | 4.17—4.18 |

### Новели
| Назва                   | Оригінальна назва        | Автор         | Дата виходу    | Аудіоверсія   |
| ----------------------- | ------------------------ | ------------- | -------------- | ------------- |
| Переможці отримують усе | Winner Takes All         | Жаклін Райнер | 19 травня 2005 |               |
| Кам'яна Роуз            | The Stone Rose           | Жаклін Райнер | 13 квітня 2006 | Девід Теннант |
| Бенкет потопельників    | The Feast of the Drowned | Стефен Коул   | 13 квітня 2006 | Девід Теннант |

### Короткі оповідання
| Назва       | Оригінальна назва | Автор           |
| ----------- | ----------------- | --------------- |
| Взяття Мікі | Taking Mickey     | Джастін Річардс |